# Martin Leták
Martin Leták (* 16. ledna 1996) je český herec, muzikant a lektor.

## Život
Počátek Letákovy herecké kariéry určené širšímu publiku lze datovat do června roku 2013, kdy v rámci pražské umělecké skupiny OLDstars debutoval ve dvou ze čtyř aktovek inscenace Návštěvní doba. Za dobu jeho působení v OLDstars nazkoušel mnoho dalších divadelních inscenací jako například Shakespearova Kupce benátského, proslulou filmovou adaptaci Naprostí cizinci nebo dodnes v OLDstars s přestávkami nasazované drama Iluze.
Během studia na Pedagogické fakultě Univerzity Karlovy – obor učitelství pro druhý stupeň základních škol a střední školy, se dostal na DAMU – obor dramatická výchova na katedře výchovné dramatiky. Mimo jiné se během studia zajímal o hlasovou výchovu a jevištní řeč.
Svojí dramatickou výchovu využil i v divadelním ateliéru Ulita, kde ještě donedávna[kdy?] vedl jako lektor skupinu “teens” určenou pro děti ve věku 12 až 15 let, která se věnuje nejrůznějším hereckým a improvizačním cvičením, na základě čehož na konci kurzu vytvoří vlastní inscenaci.
V rámci svých zkušeností s lektorstvím a záliby v hlasovém projevu spolupracoval od roku 2021 s Pamětí národa jako sound designer rozhlasových her Divadla Paměti národa.
Včetně divadelních inscenací v OLDstars se v roce 2016 stal členem mimického sboru Divadla na Vinohradech. Mohl si tak naplno vyzkoušet profesionální divadelní scénu. Zde se potkal s režiséry jako Martin Františák, Radovan Lipus či Juraj Deák.
Jeho významným divadelním milníkem byla začátkem roku 2019 inscenace Pánský klub v Divadle Na Jezerce v režii Matěje Balcara, ve které hraje jednu z hlavních postav. Od té doby účinkoval v několika dalších premiérách jako například inscenace Ze života Čapka, Mnoho povyku pro lajk a nebo nejčerstvější inscenace Bylo nás pět (tenkrát).
Vedle divadla se aktivně věnuje i hudbě. Jeho doménou jsou rytmické nástroje, především cajón. Jeho první velkou muzikantskou zkušeností byla indie-folková kapela Plus420, ke které se připojil 13. března 2015 jako cajónista a zpěvák. O více než rok později vydala kapela debutové album s názvem Výtah. Pro kapelu to byl pomyslný vrchol, který již nikdy nepřekonala. Na přelomu let 2017 a 2018 se kapela rozpadla.
Druhé a zatím poslední domovské hudební uskupení, se kterým vystupuje již od léta roku 2018, je folk-crossoverová kapela DOTmy. S tou na začátku roku 2019 nahrál debutové album s názvem Všechno je to v () lidech (po úspěšné veřejné sbírce na startupu Startovač, díky níž mohlo album vzniknout) a ještě téhož roku v květnu bylo v divadle Na Prádle pokřtěno.
Mimo televizní zkušenosti v epizodních rolích má za sebou i filmový debut. V roce 2022 se jím stal film Pánský klub v režii Matěje Balcara – filmová adaptace na stejnojmennou divadelní inscenaci Divadla Na Jezerce.

## Divadlo

### Umělecká skupina OLDstars
- Návštěvní doba - aktovky (2013), režie Zuzana Malá[22]
- JEJÍ PASTorkyňa (2014), režie Zuzana Horáková[23]
- Saturnin (2014), režie Zuzana Horáková[24]
- Kráska a netvor (2015), režie Zuzana Horáková[25]
- Striptýz na širém moři (2015–2017), režie Zuzana Horáková[26]
- Pelikán (2016), režie Zuzana Horáková[27]
- Revizor (2016), režie Jan Horák[28]
- Macbeth (2016), režie Tomáš Staněk[29]
- Vražda v Klášterní ulici (2016), režie Martin Satoranský[30]
- Probuzení jara (2017–2018), režie Jan Horák[31]
- Kupec benátský (2017–2018), režie Martin Satoranský[32]
- Naprostí cizinci (2019–2020), režie Jan Horák[33]
- Don Juan (2019), režie Ondřej Kulhavý[34]
- Pozice (2020), režie Ondřej Kulhavý[35]
- Iluze (2019), režie Ondřej Kulhavý[36]

### Divadlo na Vinohradech
- 2016 Gabriela Preissová: Její pastorkyňa, režie: Martin Františák, premiéra: 16. září 2016, role: (člen Mimického sboru)
- 2018 Josef Topol: Konec masopustu, režie: Martin Františák, premiéra: 19. října 2018, role: Maškara
- 2018 Jan Vedral podle Vladimíra Neffa: Sňatky z rozumu, režie: Radovan Lipus, světová premiéra: 23. března 2018, role: (člen Mimického sboru)
- 2018 Nikolaj Vasiljevič Gogol: Revizor, režie: Juraj Deák, premiéra: 19. prosince 2018, role: (člen Mimického sboru)
- 2022 William Shakespeare: Romeo a Julie, režie: Juraj Deák, premiéra: 12. prosince 2015, role: (člen Mimického sboru)
- 2022 Karel Kraus – Zdeněk Mahler podle Johanna Nepomuka Nestroye: Provaz o jednom konci, režie: Radovan Lipus, premiéra: 4. března 2022, role: (člen Mimického sboru)
- 2023 Jan Vedral podle Josefa Škvoreckého: Danny Smiřický (Příběhy inženýra lidských duší), režie: Radovan Lipus, světová premiéra: 27. ledna 2023, role: (člen Mimického sboru)
- 2023 Lope de Vega: Vzpoura lásky (Fuente Ovejuna), režie: Pavel Khek, premiéra: 31. března 2023, role: (člen Mimického sboru)

### Divadlo Na Jezerce
- Pánský klub (2019), režie Matěj Balcar[37]  (po derniéře)
- Saturnin (2020), režie Petr Vacek[38]
- Charleyova teta (2021), režie Jan Hrušínský[39]
- Ze života Čapka (2021), režie Petr Vacek[40]
- Mnoho povyku pro lajk (2023), režie Matěj Balcar[41]
- Bylo nás pět (tenkrát) (2023), režie Petr Vacek[42]
- Baťman (2024), režie Petr Vacek
- Red (2025) režie Radek Balaš

## Televize
- Krejzovi - Na písknutí přiběhne (S01E12) (2018), režie Vojtěch Moravec[43]
- Krejzovi – Na koho se můžeš spolehnout (S01E54) (2018), režie Vojtěch Moravec[44]
- Slunečná – Přátelská výpomoc (S02E49) (2020), režie Jaromír Polišenský[45]
- Případy 1. oddělení – Smolař (S03E10) (2022), režie Peter Bebjak[46]
- Specialisté – Výročí maturity (S07E32) (2023), režie Matúš Ryšan[47]

## Filmografie
- Pánský klub (2021), režie Matěj Balcar[48]

## Diskografie
Plus420
- Výtah (2016), cajón, zpěv[16]

DOTmy
- Všechno je to v( ) lidech (2019), cajón, sampler, zpěv
- Divá půda (2024), cajón, perkuse, zpěv